# Réserve naturelle de Salskären
La réserve naturelle de Salskären (en suédois : Salskärens naturreservat) est une réserve naturelle de l'archipel de Stockholm dans le comté de Stockholm en Suède,,.

## Présentation
La réserve naturelle est protégée depuis 1973 et s'étend sur 76 hectares dint 5 hectares de terre. 
La réserve comprend la partie nord de Salskäret, Tistronörarna, Norrören et d'autres ilots et rochers. La réserve se compose de terres avec de plus petites parcelles de forêt de pins, de forêts d'épicéas, de forêts de feuillus et de forêts nobles de feuillus.